# Asashio Tarō IV
Asashio Tarō IV (朝潮 太郎), également Suehiro Nagaoka (長岡 末弘); né le 9 décembre 1955 à Muroto, dans la préfecture de Kōchi, et mort le 2 novembre 2023) est un lutteur de sumo japonais.

## Biographie
Il fait ses débuts professionnels en mars 1978 et atteint la première division en mai 1983. Son rang le plus élevé est ōzeki. Il a remporté un championnat de tournoi de première division et a été finaliste à quatre autres reprises. Il a remporté quatorze prix spéciaux, dont un record de dix prix pour performances exceptionnelles et cinq étoiles d'or pour avoir vaincu un yokozuna. Il prend sa retraite en 1989 et devient entraîneur-chef de l'écurie Wakamatsu, qui fusionne en 2002 avec l'écurie Takasago. En tant qu'entraîneur, il a élevé les yokozuna Asashōryū et ōzeki Asanoyama. Il a démissionné de son poste d'entraîneur-chef en novembre 2020, transmettant le contrôle de l'écurie Takasago à l'ancien Asasekiryū.
Le 3 novembre 2023, l'association japonaise de sumo a annoncé le décès d'Asashio IV, survenu la veille à l'âge de 67 ans.

## Résultats par basho
| Année | Janvier Hatsu basho, Tokyo      | Mars Haru basho, Osaka            | Mai Natsu basho, Tokyo           | Juillet Nagoya basho, Nagoya  | Septembre Aki basho, Tokyo     | Novembre Kyūshū basho, Fukuoka      |
| --- | ------------------------------- | --------------------------------- | -------------------------------- | ----------------------------- | ------------------------------ | ----------------------------------- |
| 1978 | x                               | Makushita #60 7–0– CHAMPION       | Makushita de l’Ouest #6 6–1      | Jūryō de l’Ouest #13 10–5–P   | Jūryō de l’Est #5 10–5         | Maegashira de l’Ouest #13 9–6       |
| 1979 | Maegashira de l’Est #6 10–5 C   | Maegashira de l’Est #1 5–10       | Maegashira de l’Est #6 6–9       | Maegashira de l’Est #10 6–9   | Maegashira de l’Est #14 10–5 C | Maegashira de l’Ouest #6 7–8        |
| 1980 | Maegashira de l’Est #7 8–7      | Maegashira de l’Ouest #2 10–5 P★  | Komusubi de l’Est #1 10–5 P      | Sekiwake de l’Ouest #1 11–4 P | Sekiwake de l’Est #1 6–9       | Maegashira de l’Ouest #2 7–8        |
| 1981 | Maegashira de l’Est #3 8–7 ★    | Maegashira de l’Est #1 8–7        | Komusubi de l’Ouest #1 9–6 P     | Sekiwake de l’Est #2 11–4 P   | Sekiwake de l’Ouest #1 7–8     | Komusubi de l’Ouest #2 12–3–P       |
| 1982 | Sekiwake de l’Ouest #1 6–9      | Maegashira de l’Ouest #1 8–7 ★    | Komusubi de l’Ouest #1 12–3–P CP | Sekiwake de l’Ouest #1 8–7 P  | Sekiwake de l’Ouest #2 7–8     | Maegashira de l’Est #1 9–6 ★        |
| 1983 | Sekiwake de l’Ouest #1 14–1–P T | Sekiwake de l’Est #1 12–3 P       | Ōzeki de l’Est #2 9–6            | Ōzeki de l’Est #3 9–6         | Ōzeki de l’Ouest #2 6–3–6      | Ōzeki de l’Ouest #2 Blessure 0–0–15 |
| 1984 | Ōzeki de l’Ouest #2 10–5        | Ōzeki de l’Est #2 9–6             | Ōzeki de l’Ouest #2 10–5         | Ōzeki de l’Ouest #1 8–7       | Ōzeki de l’Est #2 11–4         | Ōzeki de l’Ouest #1 10–5            |
| 1985 | Ōzeki de l’Ouest #1 9–6         | Ōzeki de l’Est #2 13–2            | Ōzeki de l’Est #1 11–4           | Ōzeki de l’Est #1 9–6         | Ōzeki de l’Est #2 9–6          | Ōzeki de l’Est #2 9–6               |
| 1986 | Ōzeki de l’Ouest #2 9–6         | Ōzeki de l’Est #2 10–5            | Ōzeki de l’Ouest #1 9–6          | Ōzeki de l’Est #2 9–6         | Ōzeki de l’Est #2 9–6          | Ōzeki de l’Ouest #1 8–7             |
| 1987 | Ōzeki de l’Ouest #2 9–6         | Ōzeki de l’Ouest #2 9–6           | Ōzeki de l’Est #2 8–7            | Ōzeki de l’Est #2 9–6         | Ōzeki de l’Est #2 8–7          | Ōzeki de l’Est #2 8–7               |
| 1988 | Ōzeki de l’Ouest #2 9–6         | Ōzeki de l’Ouest #2 8–7           | Ōzeki de l’Ouest #2 1–2–12       | Ōzeki de l’Ouest #2 8–7       | Ōzeki de l’Ouest #2 9–6        | Ōzeki de l’Ouest #1 4–11            |
| 1988 | Ōzeki de l’Ouest #2 8–7         | Ōzeki de l’Est #2 Retraite 0–5–10 | x                                | x                             | x                              | x                                   |
| Résultats sous la forme victoires – défaites – absences Champion du tournoi Vice-champion du tournoi Retraite Divisions inférieures Non-participation Sanshō : C = Combativité ; P = Performance exceptionnelle ; T = Technique Aussi représentés : ★ = Kinboshi ; P = Playoff(s) Divisions : Makuuchi — Jūryō — Makushita — Sandanme — Jonidan — Jonokuchi Rangs Makuuchi : Yokozuna — Ōzeki — Sekiwake — Komusubi — Maegashira |                                 |                                   |                                  |                               |                                |                                     |